# Апеллятив
Апелляти́в (от лат. appellātīvus — нарицательный; лат. appellāre — обращаться с речью, называть) — лингвистический термин, часто выступающий синонимом термина имя нарицательное. Иногда под апеллятивом принимают языковое средство, выражающее апеллятивные функции (англ. appellative function), с помощью которых осуществляется обращение и привлечение внимания участников коммуникации (в функции обращения может выступать имя нарицательное и имя собственное).
Понятие апеллятив и имя нарицательное, частично совпадающие, тем не менее не идентичны. Оба они противополагаются понятию имя собственное, или оним, но в разных планах. Слово апеллятив по существу является заимствованным из лат. nōmen appellativum, перевод которого издавна известен в русских грамматиках как имя нарицательное. Однако термин апеллятив «ушёл» из первоначальной пары противопоставленных в грамматике терминов и противополагается в ономастике термину оним. Оба они, и апеллятив, и оним, лежат вне грамматических категорий. Противопоставление апеллятива и онима имеет следствием противопоставление апеллятивной и онимической лексики.
Так как имена собственные могут быть образованы практически от любой части речи, то термин апеллятив обозначает любое «несобственное слово». Ср. такие пары, как вперёд (наречие со значением направления движения) и «Вперёд» (название газеты), привольное (прил. «хорошее, лёгкое, свободное») и Привольное (название посёлка). Слова вперёд, привольное по отношению к указанным собственным являются апеллятивами.
В ономастике переход апеллятива в оним называется онимизация. Например: урбанонимиза́ция — переход апеллятива в урбаноним.